# Star Wars Episode I: Racer
Star Wars Episode I: Racer — гоночная игра, основанная на эпизоде гонок на подах — «подрейсинге» — из кинофильма «Звёздные войны. Эпизод I: Скрытая угроза». Однако, в отличие от фильма, игра позволяет выбрать любого гонщика из представленных. В игре представлены все гонщики из «Скрытой угрозы», а также гоночный трек «Бунта Ив Классик» на Татуине. Также в игре добавлены несколько новых трасс, некоторые на Татуине, некоторые на других планетах. Есть несколько одиночных режимов игры, включая турнирный. Джейк Ллойд, который играл роль Энакина Скайуокера в «Скрытой угрозе», озвучил того же персонажа в игре.
Episode I: Racer в целом получила позитивные отзывы от критиков. После выхода были изданы ещё две игры, основанные на гонках на подах: Racer Arcade и Racer Revenge. Игра Kinect Star Wars, которая использует Xbox 360 Kinect, также имеет режим, основанный на подрейсинге.

## Игровой процесс
В Star Wars Episode I: Racer представлены различные трассы на разных планетах, и также содержатся все гонщики из фильма, включая дополнительных, эксклюзивных для игры. Гонки осуществляются на воздушных судах, называемых «Подрейсерами» или просто «поды». Поды небольшого размера, управляются одним пилотом, и приводятся в движение большими реактивными двигателями. Под персонажа игрока экипирован ускорителем, который игрок может активировать вручную. При активации внутренняя температура двигателей пода возрастает, и если ускорение использовать слишком долго, они повредятся. Игрок также может включать автоматический ремонт, однако во время этого максимальная скорость падает.
Доступно три одиночных режима игры. В турнирном режиме игрок участвует в чемпионате. За завершение гонок даётся денежная награда, и чем выше место на финише, то тем больше награда. За деньги можно купить части для болида, ремонтных дроидов, и открыть новые трассы и гонщиков. Режим свободной гонки позволяет игроку практиковать любую ранее открытую трассу используя любого открытого гонщика. Режим гонки на время позволяет игроку участвовать в заездах на время с целью поставить рекорд на выбранной трассе. Данный режим отсутствует в ПК версии, а взамен этого игрок в режиме свободной гонки может отключить компьютерных противников.
Также на всех платформах есть режим многопользовательской игры, но он различается между версиями на ПК и консолях. Версии на Nintendo 64 и Dreamcast используют режим разделённого экрана для двух игроков, в то время как версии для Windows и Mac OS позволяют играть по локальной сети. Версия для Windows использует устаревший протокол IPX, в то время как версия для Macintosh использует TCP/IP стек. Многопользовательский режим на ПК поддерживает до восьми игроков.

## Разработка и выход
Игра Star Wars Episode I: Racer была разработана LucasArts и выпущена для PC-совместимых компьютеров на Windows в апреле 1999 года. Разработка заняла около двух лет. Два руководителя проектов, ответственные за Star Wars: Shadows of the Empire, стартовали начальную разработку после того как «Тени» были закончены.
Перед началом разработки нескольких членов команды пригласили на Ранчо «Скайуокер» для того, чтобы изучить концепт-арт по фильму. Как только члены команды увидели скетчи гонок на подах, они решили сделать игру по ним. Сцена в фильме им была описана как «гонка на колесницах из фильма „Бен-Гур“, но с реактивными двигателями вместо лошадей». Команда должна была разработать свою физику в игре, основываясь лишь на нескольких коротких клипах фильма, предоставленного им. По словам Тости, их приближения оказались очень близки к фильму. «Мы действительно не понимали, насколько хороши наши оценки, до самого конца». Руководитель проекта Джон Ноулз подчеркнул, что целью команды было создать сильное чувство скорости. Он заявил, что они хотели сделать «гоночную игру, где вы едете так быстро, что просто нервничаете».
С самого начала были установлены очень жёсткие сроки по разработке игры, так как было решено, что она должна выйти вместе с кинофильмом «Скрытая угроза». В начале разработки игры и производства фильма поды были одинаковыми, яйцеобразными, каждый из которых был присоединён к двум огромным реактивным двигателям, и каждый под управлялся человеком, самым младшим из которых был Энакин. Позднее эти концепты преобразовались в уникальные сильно различающиеся болиды, и в итоге получилось двадцать четыре различных пода с гонщиками, а также два секретных, которые открывались вводом кода. Поды были воссозданы, используя спецификации из кинофильма, и окружение Татуина также было позаимствовано из фильма. Некоторые из других мест действия игры никогда не появлялись ранее в «Звёздных войнах». Разнообразные окружения, по словам Тости, были сделаны для того, чтобы «добавить больше глубины в игровой процесс».
По словам Джона Ноулза, трассы сначала рисовались на бумаге, и потом уже воплощались в игре. Lucasfilm предоставило карту трассы «Бунта Ив Классик» из фильма, и после первоначального переноса её в игру с сохранением масштаба выяснилось, что один круг занимает 15 минут, и это было очень долго. В итоге трассу значительно укоротили и расширили.
При разработке использовались такие инструменты, как 3D Studio Max, Alias Wavefront и Autodesk Softimage. Во время разработки было протестировано несколько графических API, такие как 3dfx Glide, OpenGL и Direct3D. В итоге игра вышла только с поддержкой Direct3D, так как, согласно руководителю проекта Бретту Тости, разработчики при тестировании Glide и OpenGL «не увидели прироста производительности, поэтому и не добавили поддержку».
Игра изначально называлась Star Wars: Podracer, однако в LucasArts узнали, что другой компании уже принадлежит товарный знак для игр с словом «Pod» в названии, и подзаголовок был изменён на Episode I Racer. Актёр Джейк Ллойд, который играл роль Энакина Скайуокера в «Скрытой угрозе», рекламировал игру на E3 1999. Ллойд также озвучил своего персонажа в игре.
Саундтрек из «Скрытой угрозы» был повторно использован в игре, и некоторые звуковые эффекты также были взяты из фильма. Во время интервью с IGN на E3 1999 с Томом Байроном из LucasArts возник вопрос насчёт наличия онлайн-игры. Байрон высказал неуверенность, ссылаясь на возможные трудности «в основном из-за проблем с задержкой». В Episode I: Racer была использована часть сетевого кода из Star Wars Jedi Knight: Dark Forces II. В итоге режим игры через интернет не был включён.
Episode I: Racer позже была портирована на Nintendo 64, Dreamcast и Game Boy Color. Версия, анонсированная для PlayStation, так и не была выпущена. Часть тиража Nintendo 64 продавалась специальным комплектом, включавшим приставку стандартного тёмно-серого цвета и копию игры. Несмотря на то, что версия для N64 использовала Expansion Pack, позволявший использовать улучшенные текстуры, из-за ограниченной ёмкости картриджа из игры вырезали все пререндеренные ролики, существовавшие в версиях для Windows и Macintosh. Это была первая игра LucasArts, выпущенная на Dreamcast. Версия на Windows имеет проблемы с запуском и воспроизведением на 64-битных версиях операционной системы.
Версия для Game Boy Color значительно отличается от версий для других консолей и ПК. Аппаратное обеспечение Game Boy Color технически неспособно воспроизводить трёхмерную графику, использованную в прочих версиях, и поэтому была сделана двухмерная игра с видом сверху на более упрощенных трассах. Также в версии для Game Boy Color был режим вибрации, который можно было включить, вставив AAA батарейку в игровой картридж.
В мае 2018 года игра была переиздана на сервисе цифровой дистрибуции GOG.com.

## Оценки и влияние
| Сводный рейтинг       | Сводный рейтинг | Сводный рейтинг | Сводный рейтинг | Сводный рейтинг |
| Издание               | Оценка          | Оценка          | Оценка          | Оценка          |
| Издание               | Dreamcast       | GBC             | N64             | PC              |
| --------------------- | --------------- | --------------- | --------------- | --------------- |
| GameRankings          | 75,42 %         | 69,44 %         | 75,78 %         | 73,79 %         |
| Иноязычные издания    |                 |                 |                 |                 |
| Издание               | Оценка          | Оценка          | Оценка          | Оценка          |
| Издание               | Dreamcast       | GBC             | N64             | PC              |
| AllGame               | [ 19 ]          | [ 20 ]          | [ 21 ]          | [ 22 ]          |
| Game Informer         |                 | 8,25/10         | 9/10            | 9,25/10         |
| GameSpot              | 7,5/10          | 6,9/10          | 8,4/10          | 8,2/10          |
| IGN                   | 6/10            | 6/10            | 7,2/10          | 8/10            |
| Nintendo Power        |                 | 5,9/10          | 8/10            |                 |
| Master Games          |                 |                 |                 | 7/10            |
| Русскоязычные издания |                 |                 |                 |                 |
| Издание               | Оценка          | Оценка          | Оценка          | Оценка          |
| Издание               | Dreamcast       | GBC             | N64             | PC              |
| Absolute Games        |                 |                 |                 | 80 %            |
| «Страна игр»          |                 |                 |                 | 7,5/10          |

Игра получила в среднем положительные отзывы, и несколько раз попадала в различные списки лучших игр по вселенной «Звёздных войн». К примеру, журнал GMR в 2004 году поставил Episode I: Racer на пятое место в своём рейтинге лучших игр по «Звёздным войнам» за всё время. В 2015 году PC Gamer поставил игру на третье место в своём рейтинге, и в том же году Rock, Paper, Shotgun поставил игру у себя на десятое место в аналогичном списке. В списке 2016 года у сайта Game Informer игра Racer заняла одиннадцатое место из тридцати. На момент 2011 года игра держала рекорд Гиннесса как наиболее хорошо продавшаяся гоночная игра в сеттинге научной фантастики, продавшись количеством 3,12 миллионов экземпляров, и обойдя другие серии, такие как Wipeout и F-Zero.
Из русскоязычных обозревателей Александр Черных из «Страны игр» отметил очень долгие и нудные видеоролики, негативно высказался по поводу технического обслуживания и улучшения пода, но похвалил музыку, которая «просто вытягивает отдельные моменты».
Игра была переиздана для аркадных автоматов в 2000 году. Переиздание для аркадной платформы Sega Hikaru было разработано при сотрудничестве Sega AM5 и LucasArts, вышло под названием Star Wars Racer Arcade, и больше являлось ремейком оригинальной игры чем портом. Три из её четырёх трасс были перенесены из оригинала, и была добавлена новая трасса на океаническом мире, уникальная для аркады. Также на аркаде игрок должен проходить трассы за заданное время, которое отсчитывается обратным отсчётом .
Позднее, в 2002 году, вышла игра Star Wars Racer Revenge. Действие игры происходит спустя девять лет после событий «Скрытой угрозы», и завязкой является то, что Себульба, одержимый жаждой мести, бросил вызов Энакину.

## Внешние ссылки
- nintendo.co.jp/n01/n64/software/nus_p_nepj/index.html (яп.) – официальный японский сайт игры